# ミノクラゲ
ミノクラゲ（学名 Lobonemoides robustus)）は、Lobonematidae科に属するクラゲの一種。
非常に大型で、食用になる。

## 概要
ミノクラゲは仮称。口腕が豪華であり、傘はいくつにも枝分かれしている。おおよそ30~40ほどに枝分かれしているように見える。成長すると同じく食用であるエチゼンクラゲのように50cmほどまで大きくなる巨大クラゲ。
主に南シナ海に分布している。ヒゼンクラゲ (Rhopilema hispidum) とは生息域／漁場が一致していない。大きさと分布がともにLobonema smithと一致しているため、現地では二種のクラゲが同じ商品として扱われている可能性がある。東南アジアにおいて食用クラゲとなっており、中国への輸出も行われている重要な水産資源である。

## 飼育例
新江ノ島水族館で北里大学、ブラパ大学バンセン海洋科学研究所（タイ）の協力協定によりブラパ大学から2016年にポリプを譲り受け2017年に展示。日本では初めての展示であり、繁殖個体の展示は初めてである。
2024/08/25時点では加茂水族館でも展示されている。